# Ausztrál juhászkutya
Az ausztrál juhászkutya (Australian Shepherd) egy USA-ból származó fajta.

## Történet
Kialakulása az 1800-as évekre tehető. Neve megtévesztő, hiszen a fajta kialakítása jórészt az Egyesült Államokban történt. Vérvonalában a collie-k mellett más pásztorkutyák is szerepelnek. Őseinek nyomai még fellelhetőek Franciaországban és Spanyolország baszk tartományaiban.
Igazán megbecsültté a nagyközönség számára nem csak rendkívüli munkaképessége miatt vált, hanem dekoratív, bohókás külleme miatt; ez tette őket az Amerikában nagyon népszerű, lovas rodeók sztárjává is. Az aussie tarkabarka színeire felfigyelt a közönség, így hamar megjelentek filmekben és tévés műsorokban is.
Az aussie legfőbb küllemi adottságára, tehát arra, hogy nincs farka, többféle magyarázat van. Nagyon valószínű, és talán az igazsághoz az állhat legközelebb, hogy a marhaterelő kutyáknak a farka könnyen megsérülhetett, és ezért a vágás egyszerűbbnek tűnt. Valamint akkoriban ez egy jelzés is volt, hogy a munkakutyák farkát gyakorta eltávolították (pl. bobtail, sőt egyes esetekben a border collieknál is).
Az első nagy klub 1957-ben alakult (ASCA), a standardot 1967-ben fogadták el, a regisztert pedig 1980-ban vonták össze a több kisebb klubtól. Az Amerikai Kennel Klub (AKC) 1992-ben fogadta el a fajtát, és megalakult az AKC-n belüli hivatalos klub az USASA.
Amerikából 1985-ben érkezett Angliába a fajta. A Kennel Klub 1995-ben vette fel az Import regiszterbe, és adott a fajtának ideiglenes standardot, majd 2000 januárjában lett a Kennel Club teljes jogú tagja.Forrás

## Külleme
Marmagassága 46-58,5 centiméter, tömege 16-32 kilogramm.
Legjellegzetesebb pontja pont az, ami hiányzik, tehát a farok. Az aussie farka lehet természetesen csonka vagy vágott. Vannak hosszú farkú példányok is (ilyen esetben kiállításon jobb, ha a farok nem törött és megfelelő hosszúságú, de mivel farok tartás nincs rögzítve a standardban és nem is volt szelekciós tényező, ezért néha elég extrém faroktartásokat (kunkorodó, magasan hordott) és farok hosszakat (fél, negyed farok) is látni, de ezek se kizáró hibák.
színei: black trikolor (fekete, cser és fehér jegyekkel), blue merle (ezüstös alapon feketével melírozott cser jegyekkel és fehérrel), red trikolor (sötétebb vörös, cser jegyekkel, valamint fehérrel), red merle (világosabb vörös alapon sötét melír, cser és fehér jegyekkel). Ezek a színek mind elfogadhatók cser jegy vagy fehérjegy nélkül is. Forrás

## Jelleme
Természete mozgékony és értelmes. Fontos azokon a területeken, ahol létfontosságú az engedelmesség, így a mentési munkákban.

## Jellemző illetve örökletes betegségei
Az aussienál mint minden fajtánál jelen vannak bizonyos örökletes illetve gyakori betegségek, amikkel nem árt tisztában lenni. Az ausztrál juhász alapvetően egészséges fajta, de sajnos minden fajta tenyésztésben benne van a génkészlet szűkülése ami fajtákra jellemző betegségeket eredményez.
CEA: (gyakorisága a fajtában alacsony 1% körül)
PRA:  (gyakorisága a fajtában alacsony 1% körül)
Hsf4: Archiválva 2019. május 9-i dátummal a Wayback Machine-ben (gyakorisága a fajtában közepes 2-3% körül)
Diszplázia : (Gyakorisága a fajtában magas 10%< )
Epilepszia: (Gyakorisága a fajtában közepes 4-9%)
Degeneratív myelopathia (DM) (Gyakorisága a fajtában kicsi 1-2%)
MDR1-gén (Multi-Drug Resistance) (Gyakorisága a fajtában magas 10%<)
Izomremegés (hypomyelinogenesis) (Gyakorisága a fajtában közepes 4-9%) Izomremegés tapasztalható a kutya hátsó negyedében (hátsò lábak). Ritkábban az első lábakat érintheti, illetve egyes esetekben egész testre kiterjedhet vagy csak fejremegés is tapasztalható. Ennek egyik okozója lehet, hogy az idegsejtek körüli védő myelin nem fejlődik ki megfelelően (hypomyelinogenesis).
Az öröklődés menete ismeretlen (egyes fajtákban ahol találtak genetikai összetevőket ott az X kromoszómához volt köthető, így ez gyakrabban jelentkezik a kan kutyáknál mivel ott csak egy X van jelen, a szukák általában tünetmentesek ezekben a fajtákban) szűrési lehetőség nincsen rá. Az egyetlen dolog amiből sejteni lehet, hogy örökletes az aussienál is az az, hogy viszonylagosan gyakori a fajtában ahhoz, hogy véletlen legyen.
A betegség mivel alapvetően jóindulatú a fajtában, ezért nem szelekciós tényező az aussie esetében. Forrás
Allergia (Gyakorisága a fajtában magas  11% ) Allergia gyakorlatilag bármire jelentkezhet a házi portól kezdve, különböző polleneken átt az élelmiszerekig.
Az allergiára való hajlam néha öröklött, máskor környezeti hatásokra jelentkezik. Az öröklődés menete ismeretlen.
Az enyhe/közepes allergia nem szelekciós tényező, súlyos allergia már bizonyos esetekben képezheti a szelekció tárgyát. Forrás

## Képgaléria

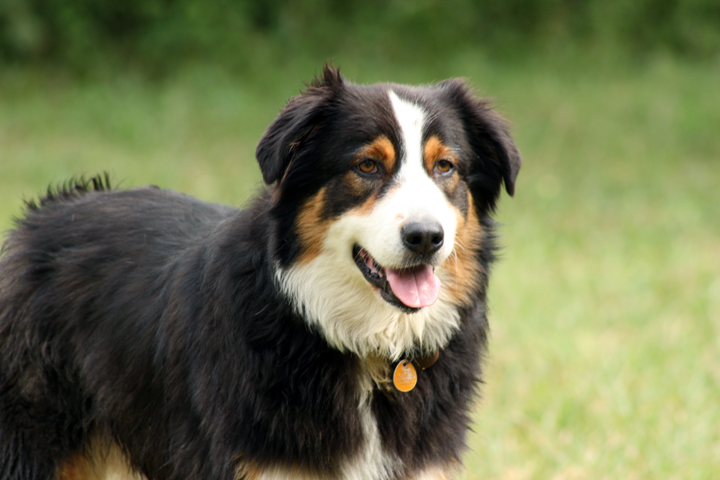
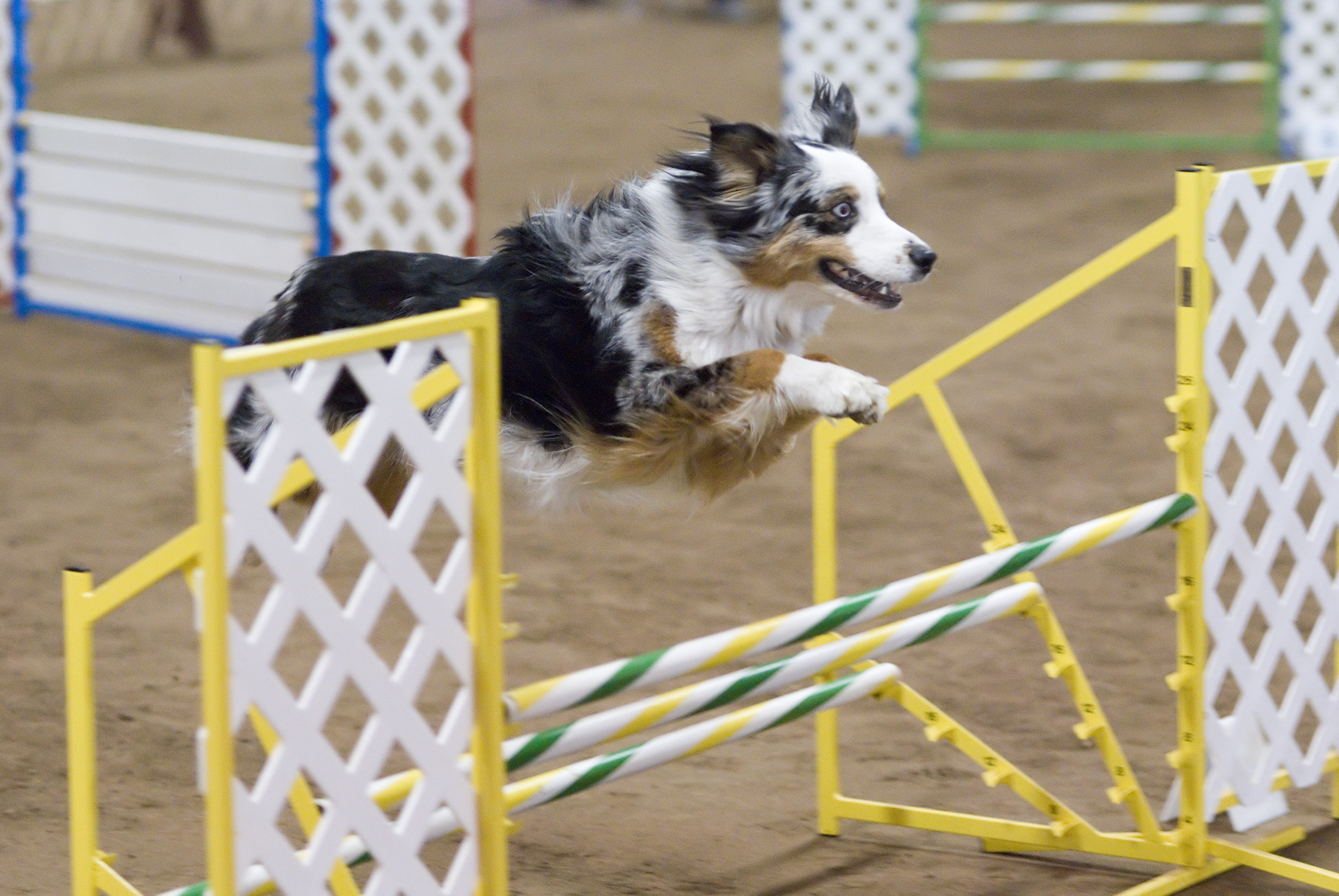
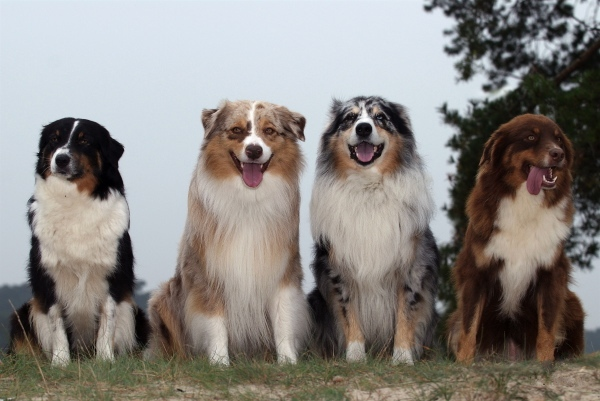
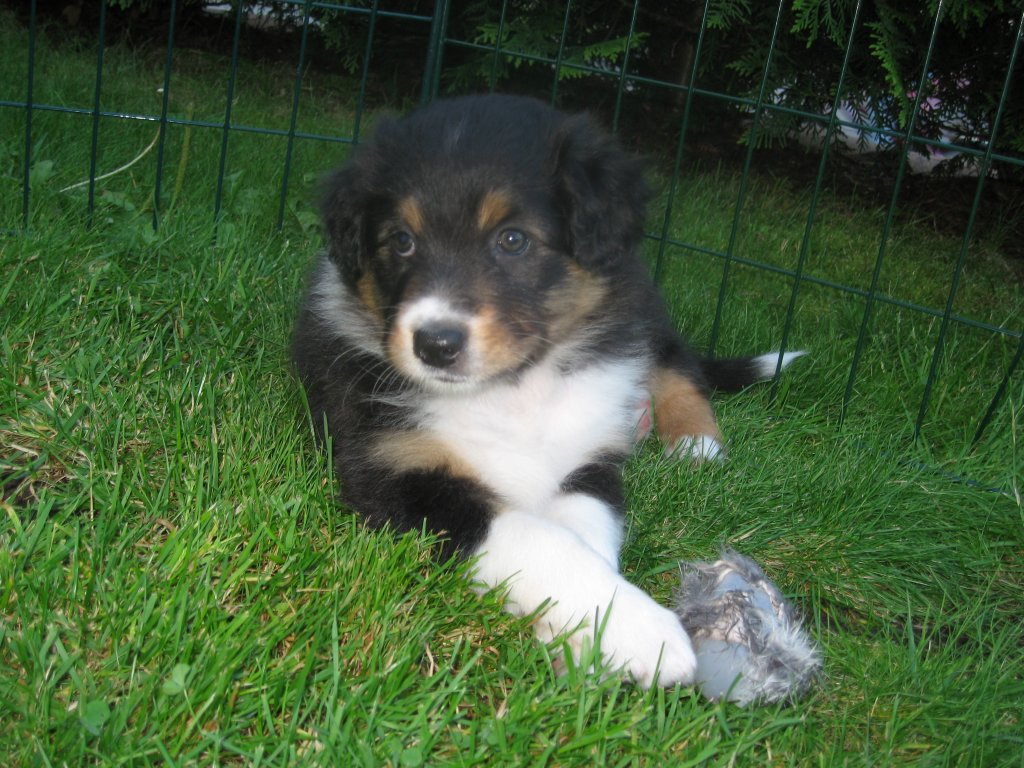